# Луга в Живерни
«Луга в Живерни» — картина французского художника-импрессиониста Клода Моне из собрания Государственного Эрмитажа.

## Описание
На картине изображён луг Эссар, расположенный к югу от деревни Живерни, где с 1883 года постоянно жил художник. На дальнем плане видны несколько деревьев и за ними холм Пор-Виллез. Слева внизу подпись художника и дата: Claude Monet 88. На обороте картины имеется надпись: Praire de Giverny. Temps moissonneux (Луг в Живерни. Время жатвы). Пасынок Моне Жан-Пьер Ошеде вспоминал, что долина Эссар была заболочена и только «летом, с приходом сухости становилась всего лишь скверным лугом, всегда мокрым и покрытым жёлтым ирисом».

## История
По утверждению А. Г. Барской, картина написана в 1888 году, скорее всего в первой половине лета, между поездками Моне в Антиб в январе—мае и в Лондон в июле. Однако А. Г. Костеневич считает, что Моне картиной занимался во второй половине года, уже после возвращения из Лондона, о чём свидетельствует надпись на обороте картины — ведь время жатвы наступает в конце лета.
Картина входит в группу из тринадцати полотен, изображающих долину Эссар и написанных в одно время. Наиболее близки к ней картины «Прогулка, пасмурная погода» (92 × 81 см, частная коллекция, Великобритания) и особенно «Пейзаж с фигурами, Живерни (Фигуры в солнечном свете)» (80 × 80 см, Чикагский институт искусств, инвентарный № 35.1989). Последняя картина изображает пейзаж с той же самой точки, что и эрмитажное полотно, и отличается лишь наличием изображения прогуливающейся девушки с двумя мальчиками на переднем плане и парой мужчины и женщины в отдалении (считается, что Моне здесь изобразил своих сыновей и детей Алисы Ошеде-Моне от первого брака).

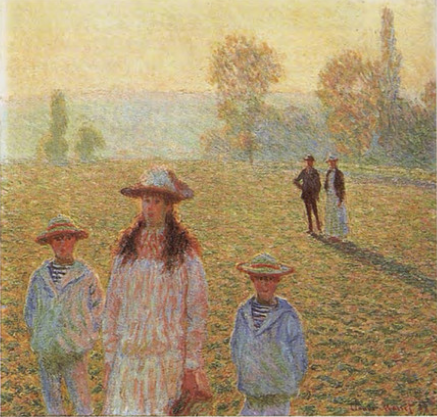
«Пейзаж с фигурами, Живерни». Чикагский институт искусств

По данным А. Г. Барской, до 1889 года картина находилась в мастерской Моне и затем была им передана в галерею Поля Дюран-Рюэля, однако составитель каталога-резоне творчества Моне Даниэль Вильденштейн указывает, что картина поступила к Дюран-Рюэлю лишь в июле 1891 года. В 1892 году её приобрёл глава Парижского городского совета Денис Кошен, однако с 1897 года картина вновь выставлялась у Дюран-Рюэля. 3 мая 1899 года её купил за 9000 франков московский промышленник и коллекционер С. И. Щукин. После Октябрьской революции собрание Щукина было национализировано, и с 1923 года картина находилась в Государственном музее нового западного искусства. В 1930 году, а затем повторно, в 1934 году, картина была передана в Государственный Эрмитаж. Впервые полотно прибыло в Эрмитаж 23 февраля 1930 года вместе с другими работами импрессионистов и постимпрессионистов из собрания ГМНЗИ. Получение Эрмитажем полотен модернистской живописи в 1930-1934 годах было частью процесса перераспределения произведений внутри советской музейной сети. Получив первую партию картин, эрмитажных кураторы остались недовольны её качеством, особенно составом работ Моне. Эрмитаж направил новый запрос с просьбой передать в его собрание один из двух «Стогов» из коллекции ГМНЗИ, а «Луга в Живерни» выразил готовность вернуть. В письме Б. Н. Терновцу подчеркивалось, что Эрмитаж особо настаивает на данной замене, так как «при отсутствии достаточно яркой зрелой картины Моне представляется невозможным при предложенном Эрмитажу составе собрания выяснить… сущность и принципы импрессионизма, без чего вся передача картин новейшего искусства теряет значительную долю своего смысла». Просьба Эрмитажа была удовлетворена: картина «Стог сена» прибыла в Эрмитаж 4 марта 1931 года, а 17 марта 1931 года «Луга в Живерни», после года пребывания в Эрмитаже, были отправлены в Москву. Во второй раз «Луга» поступили в эрмитажную коллекцию в 1934 году. Картину в ряду других произведений изъяли из ГМНЗИ для продажи на одном из немецких аукционов, а после того, как продажи сорвались, отправили в Ленинград и передали Эрмитажу.
С конца 2014 года выставляется на четвёртом этаже здания Главного штаба, зал 403.
Главный научный сотрудник Отдела западноевропейского изобразительного искусства Государственного Эрмитажа, доктор искусствоведения А. Г. Костеневич в своём обзоре французского искусства середины XIX — середины XX века отмечал, описывая картину:

В Живерни <…> художника привлекало всё: не только роскошные, пламенеющие поля маков, но и совершенно непритязательные мотивы вроде болотистых пустошей близ деревни <…> Под кистью художника «Луга…» превращались в незабываемое зрелище, пленяя чудесной вибрацией благородных, но смутных оттенков цвета. И сам ландшафт, и его трактовка в «Лугах в Живерни» совсем иные в сравнении с монжеронскими и другими более ранними полотнами. Разницу задаёт магия особого свето-атмосферического эффекта, «envelope» (оболочка, обволакивание), как определял его сам Моне.